# Cratere Xenia
Xenia  è un cratere sulla superficie di Venere.